# Cap Henlopen

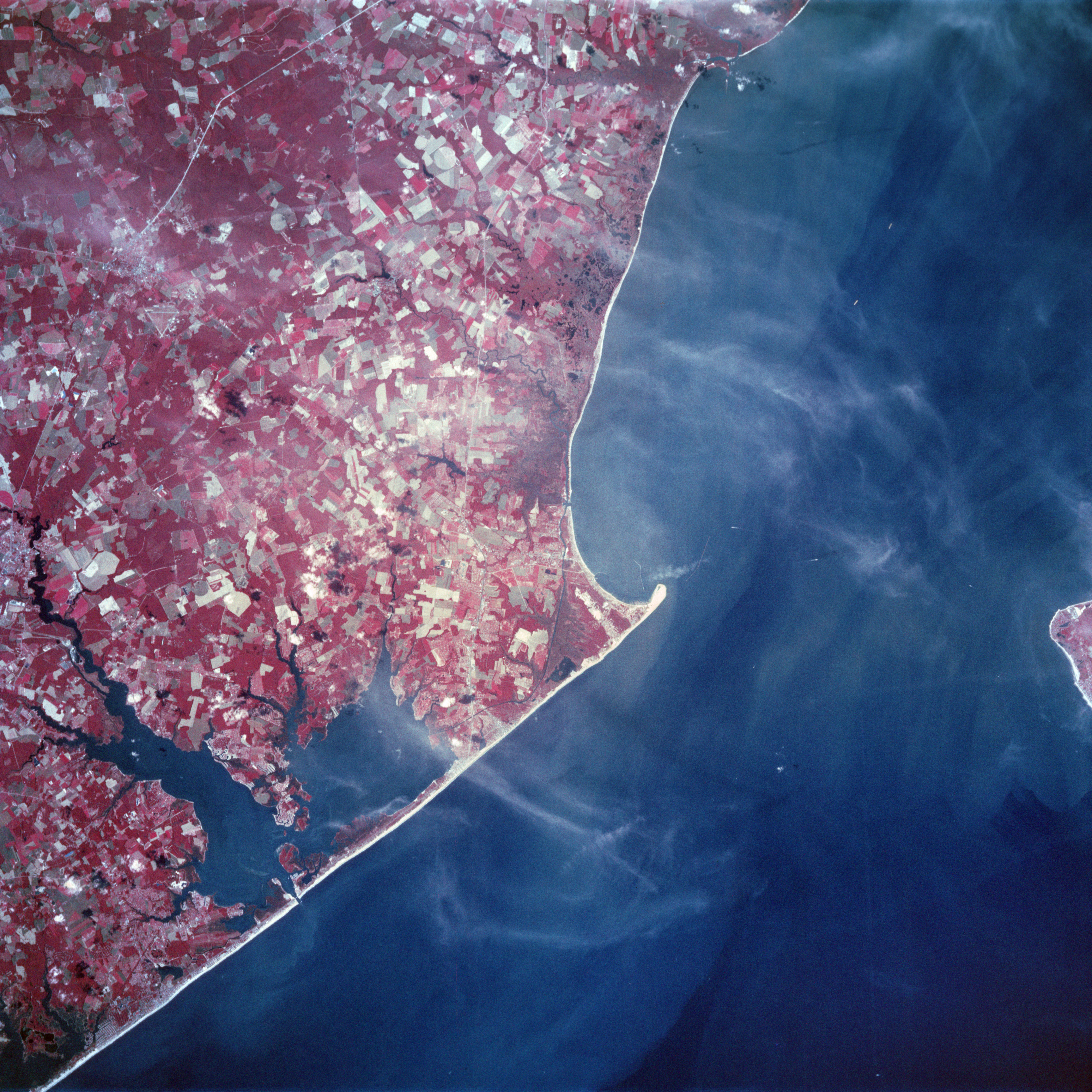
Photo satellite du cap Henlopen

Le cap Henlopen est un cap  au sud de la baie de la Delaware, le long de la côte atlantique, situé dans le comté de Sussex aux États-Unis.
Sur la côte se trouvent deux phares.
On trouve à proximité le parc d'État du cap Henlopen.
Une partie de la zone a été fermée aux visiteurs en 2018 afin de protéger les oiseaux.

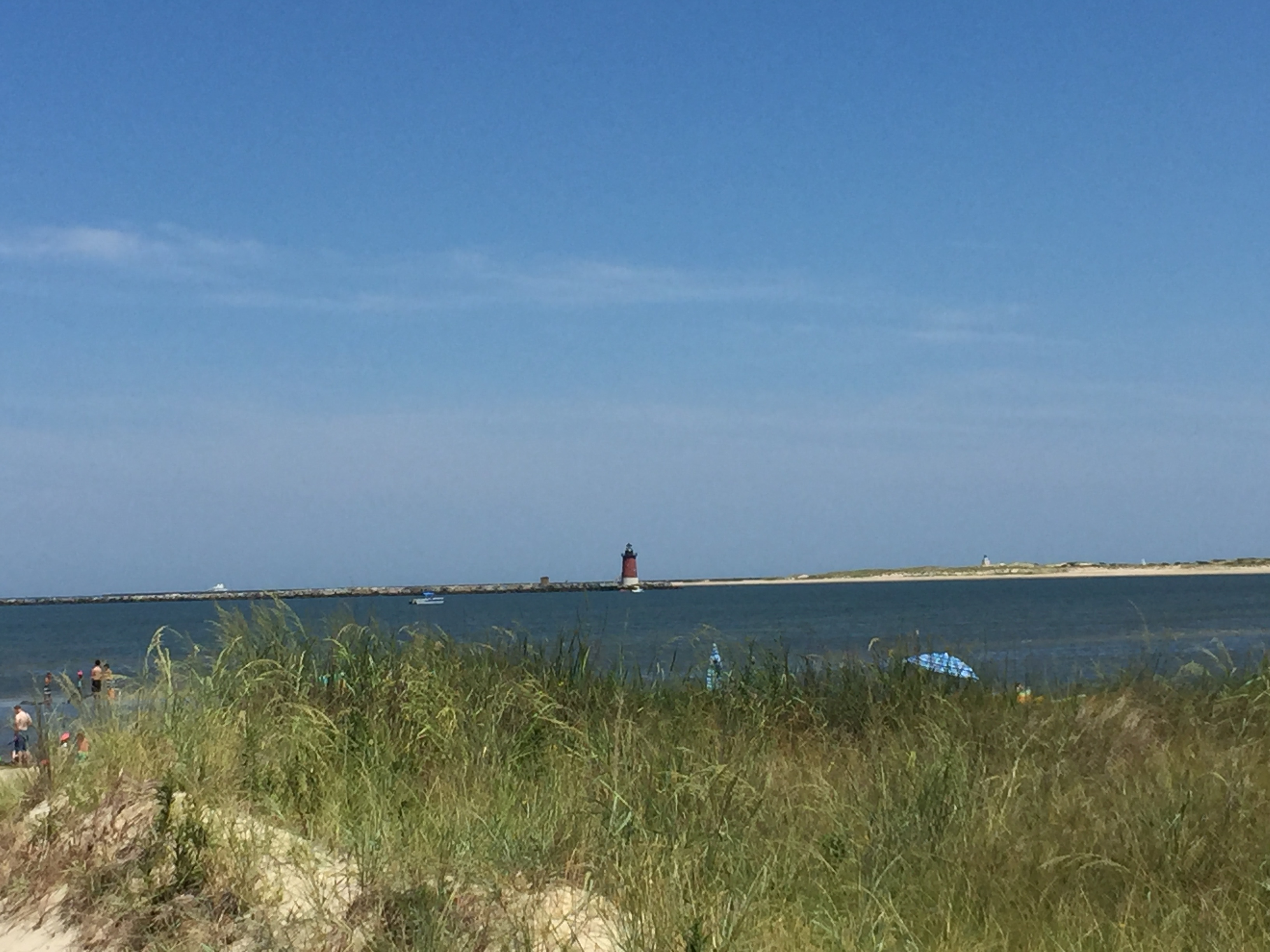
Un des phares du cap Henlopen